# Markus Larsson
Lars Markus Larsson (ur. 9 stycznia 1979 w Kil) – szwedzki narciarz alpejski, dwukrotny medalista mistrzostw świata i trzykrotny medalista mistrzostw świata juniorów.

## Kariera
Po raz pierwszy na arenie międzynarodowej Markus Larsson pojawił się 25 listopada 1994 roku w Hemsedal, gdzie w zawodach juniorskich zajął 97. miejsce w supergigancie. W 1995 roku wystartował na mistrzostwach świata juniorów w Voss, gdzie zajął 27. miejsce w slalomie i 30. miejsce w gigancie. Jeszcze czterokrotnie startował na imprezach tego cyklu, najlepsze wyniki osiągając podczas mistrzostw świata juniorów w Schladming w 1997 roku, gdzie zdobył trzy medale. Szwed zajął tam trzecie miejsce w gigancie i supergigancie, a w kombinacji okazał się najlepszy.
W zawodach Pucharu Świata zadebiutował 23 listopada 1999 roku w Vail, gdzie nie ukończył pierwszego przejazdu w slalomie. Pierwsze pucharowe punkty wywalczył blisko rok później, 19 listopada 2000 roku w Park City, zajmując 24. miejsce w slalomie. Na podium zawodów tego cyklu po raz pierwszy stanął 9 stycznia 2005 roku w Chamonix, zajmując trzecie miejsce w swej koronnej konkurencji. W zawodach tych wyprzedzili go tylko Włoch Giorgio Rocca oraz Austriak Benjamin Raich. W kolejnych latach trzykrotnie stawał na podium zawodów pucharowych, w tym odnosząc dwa zwycięstwa: 18 marca 2006 roku w Åre oraz 18 grudnia 2006 roku w Alta Badia był najlepszy w slalomie. Najlepsze wyniki osiągał w sezonie 2006/2007, kiedy zajął 22. miejsce w klasyfikacji generalnej, a w klasyfikacji slalomu był czwarty. Zajął ponadto dziewiąte miejsce w klasyfikacji slalomu w sezonie 2005/2006 oraz w klasyfikacji kombinacji w sezonie 2004/2005.
Wielokrotnie startował na mistrzostwach świata, jednak indywidualnie nie zdobył medalu. Najlepszy wynik osiągnął na mistrzostwach świata w Bormio w 2005 roku, gdzie w slalomie zajął czwarte miejsce. Walkę o brązowy medal przegrał tam z Giorgio Roccą o 0,40 sekundy. Był też między innymi szósty w kombinacji na rozgrywanych dwa lata wcześniej mistrzostwach świata w Sankt Moritz. Larsson wywalczył za to dwa medale w rywalizacji drużynowej: srebrny na mistrzostwach świata w Åre w 2007 roku oraz brązowy na rozgrywanych osiem lat później mistrzostwach świata w Vail/Beaver Creek. Najlepsze wyniki olimpijskie osiągnął podczas igrzysk w Salt Lake City w 2002 roku oraz igrzysk w Soczi w 2014 roku, w obu przypadkach kończąc rywalizację w slalomie na siódmej pozycji.

## Osiągnięcia

### Igrzyska olimpijskie
| Miejsce | Dzień     | Rok  | Miejscowość    | Konkurencja     | Czas biegu  | Strata  | Zwycięzca          |
| ------- | --------- | ---- | -------------- | --------------- | ----------- | ------- | ------------------ |
| 7.      | 23 lutego | 2002 | Salt Lake City | Slalom          | 1:41,06 min | +1,80 s | Stephan Eberharter |
| 11.     | 14 lutego | 2006 | Turyn          | Kombinacja      | 3:09,35 min | +2,99 s | Ted Ligety         |
| DSQ1    | 25 lutego | 2006 | Turyn          | Slalom          | 1:43,14 min | —       | Benjamin Raich     |
| 43.     | 15 lutego | 2010 | Vancouver      | Zjazd           | 1:54,31 min | +4,51 s | Didier Défago      |
| 16.     | 21 lutego | 2010 | Vancouver      | Superkombinacja | 2:44,92 min | +3,38 s | Bode Miller        |
| 27.     | 23 lutego | 2010 | Vancouver      | Gigant          | 2:37,83 min | +3,60 s | Carlo Janka        |
| 7.      | 22 lutego | 2014 | Soczi          | Slalom          | 1:41,84 min | +1,76 s | Mario Matt         |

### Mistrzostwa świata
| Miejsce | Dzień     | Rok  | Miejscowość          | Konkurencja     | Czas biegu  | Strata  | Zwycięzca            |
| ------- | --------- | ---- | -------------------- | --------------- | ----------- | ------- | -------------------- |
| 18.     | 10 lutego | 2001 | St. Anton am Arlberg | Slalom          | 1:39,66 min | +4,41 s | Mario Matt           |
| 6.      | 6 lutego  | 2003 | Sankt Moritz         | Kombinacja      | 3:18,41 min | +1,41 s | Bode Miller          |
| 10.     | 16 lutego | 2003 | Sankt Moritz         | Slalom          | 2:45,93 min | +1,63 s | Ivica Kostelić       |
| 4.      | 12 lutego | 2005 | Bormio               | Slalom          | 1:41,34 min | +1,14 s | Benjamin Raich       |
| DNF     | 8 lutego  | 2007 | Åre                  | Superkombinacja | 2:28,99 min | -       | Daniel Albrecht      |
| DNF2    | 17 lutego | 2007 | Åre                  | Slalom          | 1:57,33 min | -       | Mario Matt           |
| 2.      | 18 lutego | 2007 | Åre                  | Drużynowo       | 18 pkt      | +15 pkt | Austria              |
| DNF2    | 17 lutego | 2013 | Schladming           | Slalom          | 1:51,03 min | -       | Marcel Hirscher      |
| 3.      | 10 lutego | 2015 | Vail/Beaver Creek    | Drużynowo       | -           | -       | Austria              |
| 7.      | 15 lutego | 2015 | Vail/Beaver Creek    | Slalom          | 1:57,47 min | +1,00 s | Jean-Baptiste Grange |

### Mistrzostwa świata juniorów
| Miejsce | Dzień     | Rok  | Miejscowość | Konkurencja | Czas biegu  | Strata  | Zwycięzca             |
| ------- | --------- | ---- | ----------- | ----------- | ----------- | ------- | --------------------- |
| 27.     | 19 marca  | 1995 | Voss        | Slalom      | 1:32,12 min | +7,61 s | Florian Seer          |
| 30.     | 21 marca  | 1995 | Voss        | Gigant      | 1:58,91 min | +7,24 s | Christoph Gruber      |
| 27.     | 27 lutego | 1996 | Schwyz      | Zjazd       | 1:31,08 min | +3,48 s | Ambrosi Hoffmann      |
| 37.     | 28 lutego | 1996 | Schwyz      | Supergigant | 1:26,76 min | +2,79 s | Didier Défago         |
| DNF2    | 1 marca   | 1996 | Schwyz      | Gigant      | 2:03,09 min | -       | Rainer Schönfelder    |
| 15.     | 3 marca   | 1996 | Schwyz      | Slalom      | 1:31,71 min | +4,02 s | Benjamin Raich        |
| 31.     | 26 lutego | 1997 | Schladming  | Zjazd       | 1:32,21 min | +2,75 s | Matteo Berbenni       |
| 3.      | 27 lutego | 1997 | Schladming  | Supergigant | 1:14,96 min | +0,12 s | Martin Stocker        |
| 3.      | 28 lutego | 1997 | Schladming  | Gigant      | 2:00,57 min | +1,38 s | Benjamin Raich        |
| 4.      | 1 marca   | 1997 | Schladming  | Slalom      | 1:34,80 min | +0,45 s | Mitja Dragšič         |
| 1.      | 1 marca   | 1997 | Schladming  | Kombinacja  | 48,87 pkt   | -       | -                     |
| 42.     | 26 lutego | 1998 | Megève      | Zjazd       | 1:20,39 min | +2,68 s | Andreas Buder         |
| 15.     | 27 lutego | 1998 | Megève      | Supergigant | 1:27,52 min | +1,87 s | Freddy Rech           |
| 9.      | 28 lutego | 1998 | Megève      | Gigant      | 2:01,62 min | +1,65 s | Benjamin Raich        |
| DNF1    | 1 marca   | 1998 | Megève      | Slalom      | 1:23,06 min | -       | Benjamin Raich        |
| 28.     | 10 marca  | 1999 | Pra Loup    | Zjazd       | 1:08,50 min | +1,58 s | Klaus Kröll           |
| 10.     | 11 marca  | 1999 | Pra Loup    | Supergigant | 1:11,87 min | +0,87 s | Manfred Gstatter      |
| 7.      | 13 marca  | 1999 | Pra Loup    | Gigant      | 1:48,10 min | +0,70 s | Christoph Alster      |
| 7.      | 14 marca  | 1999 | Pra Loup    | Slalom      | 1:34,96 min | +1,47 s | Massimiliano Blardone |

### Puchar Świata

#### Miejsca w klasyfikacji generalnej
- sezon 2000/2001: 122.
- sezon 2001/2002: 51.
- sezon 2002/2003: 68.
- sezon 2003/2004: 53.
- sezon 2004/2005: 37.
- sezon 2005/2006: 26.
- sezon 2006/2007: 22.
- sezon 2007/2008: 36.
- sezon 2008/2009: 44.
- sezon 2009/2010: 46.
- sezon 2010/2011: 49.
- sezon 2011/2012: 61.
- sezon 2012/2013: 42.
- sezon 2013/2014: 39.
- sezon 2014/2015: 36.

### Miejsca na podium w zawodach
1. Chamonix – 9 stycznia 2005 (slalom) – 3. miejsce
2. Åre – 18 marca 2006 (slalom) – 1. miejsce
3. Levi – 12 listopada 2006 (slalom) – 2. miejsce
4. Alta Badia – 18 grudnia 2006 (slalom) – 1. miejsce